# تجمع إسرائيل
تجمع إسرائيل هو الوعد التوراتي للتثنية 30: 1-5، الذي أعطاه موسى لشعب إسرائيل قبل الدخول إلى أرض إسرائيل.
خلال أيام النفي البابلي، شجعت كتابات الأنبياء أشعياء وحزقيال على شعب إسرائيل بوعده بتجمعا مستقبلي للمنفيين إلى أرض إسرائيل. لطالما كان الأمل المستمر في عودة المنفيين الإسرائيليين إلى الأرض في قلوب اليهود منذ تدمير الهيكل الثاني. موسى بن ميمون ربط تجسده إلى مجيء المسيح.
أصبح تجمع المنفيين في أرض إسرائيل الفكرة المركزية للحركة الصهيونية والفكرة المركزية للفيفة الاستقلال الإسرائيلية، التي تجسدها فكرة الصعود، عليا، حيث تعتبر الأرض المقدسة باعتبارها أعلى روحيا من أي أرض أخرى. تمت مقارنة هجرة اليهود إلى الأرض ودولة إسرائيل، الموجة «الجماعية» من عليوت (صيغة الجمع)، بالنزوح الجماعي من مصر.

## الصهيونية
اعتمد المؤتمر الصهيوني الأول للمنظمة الصهيونية العالمية، الذي اجتمع في بازل في أغسطس 1897، واعتمد البرنامج الصهيوني، الذي أصبح يعرف باسم برنامج بازل، والتي وضعت الهدف التالي: «تسعى الصهيونية إلى إقامة وطن للشعب اليهودي في أرض إسرائيل، يكفلها القانون العام».